# Alexander von Sengbusch

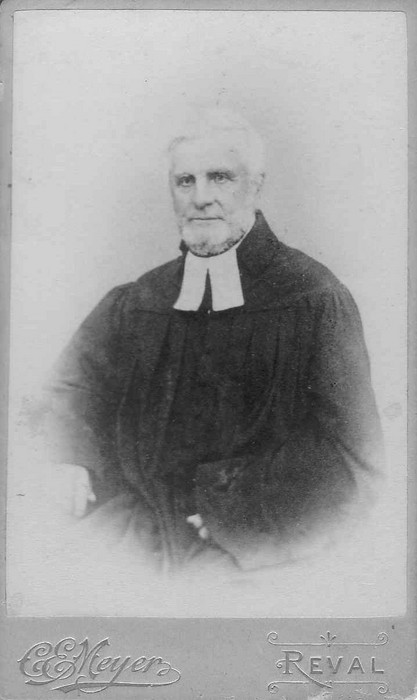
Alexander von Sengbusch

Alexander von Sengbusch (* 7. Dezember 1796 in Riga; † 22. Januar 1883 in Karrishof (Ösel)) war ein deutsch-baltischer evangelischer Geistlicher.

## Leben
Alexander von Sengbusch war Sohn des Rigaer Kaufmanns Konrad von Sengbusch (1768–1849) und Enkel des Rigaer Bürgermeisters Alexander Gottschalk von Sengbusch. Nach dem Besuch des Gymnasiums in Riga begann er ein Studium der Cameralia an den Universitäten in Dorpat, Heidelberg und Göttingen. In Göttingen wurde er 1815 Mitglied des Corps Curonia III. 1816 wurde er von der Universität Göttingen relegiert. Danach studierte Sengbusch 1817 ein Jahr an der Universität Moskau. Er wurde 1818 zunächst Tischvorsteher-Gehilfe im Ministerium für Volksaufklärung bei der russischen Regierung in Sankt Petersburg. 1818 und 1819 arbeitete er in der Kanzlei des evangelischen Generalkonsistoriums unter dem seinerzeitigen Präsidenten Graf Karl von Lieven. Aufgrund dieser Tätigkeit und des entsprechenden Umfeldes begann er 1820 in Dorpat das Studium der Theologie und bestand 1821 in Riga sein Kandidatenexamen. Sengbusch war von 1822 bis zur Emeritierung 1877 Pastor an der Kirche in Pühhalep.
Er heiratete 1822 Julie von Nolcken (1802–1875) aus dem Hause Kandern. Der Pädagoge Johannes von Sengbusch und der Gutsbesitzer und Bürgermeister von Arensburg Konrad von Sengbusch waren Söhne des Paares. Sein jüngerer Bruder Wilhelm von Sengbusch (1802–1880) führte die elterliche Firma fort.

## Auszeichnungen

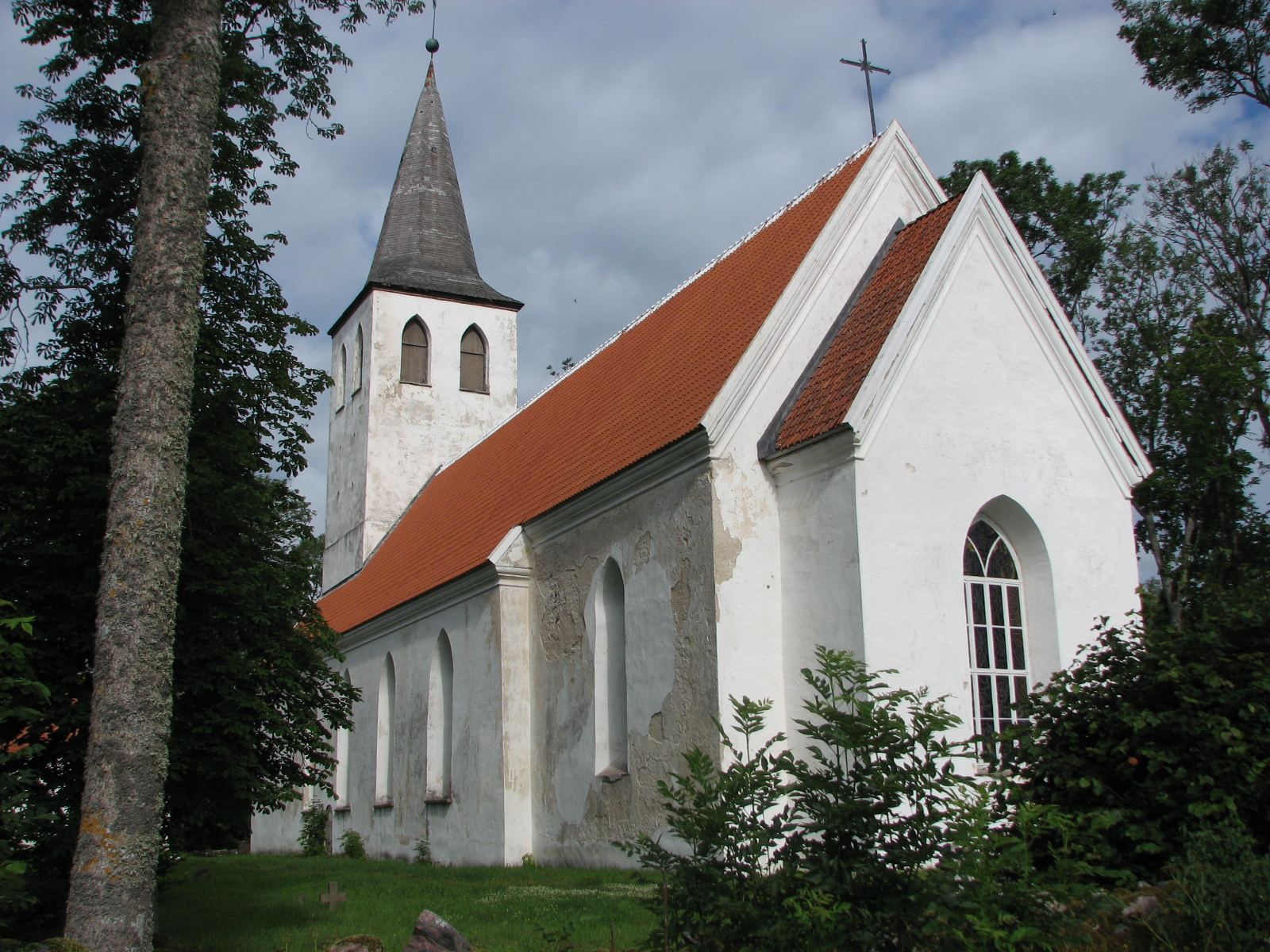
Kirche in Pühhalep

- Goldenes Prediger-Brustkreuz